# Đavolja varoš
Đavolja varoš (in serbo Ђавоља варош?, letteralmente "città del diavolo") è un gruppo di particolari formazioni rocciose solitamente note come camini delle fate (o piramidi di terra) situato nel sud della Serbia, sul monte Radan, nei pressi del villaggio di Đake, nel comune di Kuršumlija.

## Geologia
La peculiarità del sito consiste in 202 formazioni di tufo alte tra i 2 e i 15 m e strette (tra 4 e 6 m alla base), alcune delle quali presentano rigonfiamenti di andesite alla sommità. Le formazioni derivano dall'erosione del terreno di origine vulcanica, evidente dai diversi strati di colore diverso lungo lo sviluppo delle formazioni. 
Nonostante l'azione erosiva abbia agito per milioni di anni, l'attuale aspetto delle formazioni rocciose è piuttosto recente in quanto il disboscamento delle aree circostanti ha accelerato l'erosione da parte delle precipitazioni atmosferiche. Le aree comprese tra i singoli camini sono chiamati in lingua locale Paklena jaruga ("calanco del diavolo") mentre le aree circostanti sono costellate da miniere risalenti all'epoca del regno di Serbia.

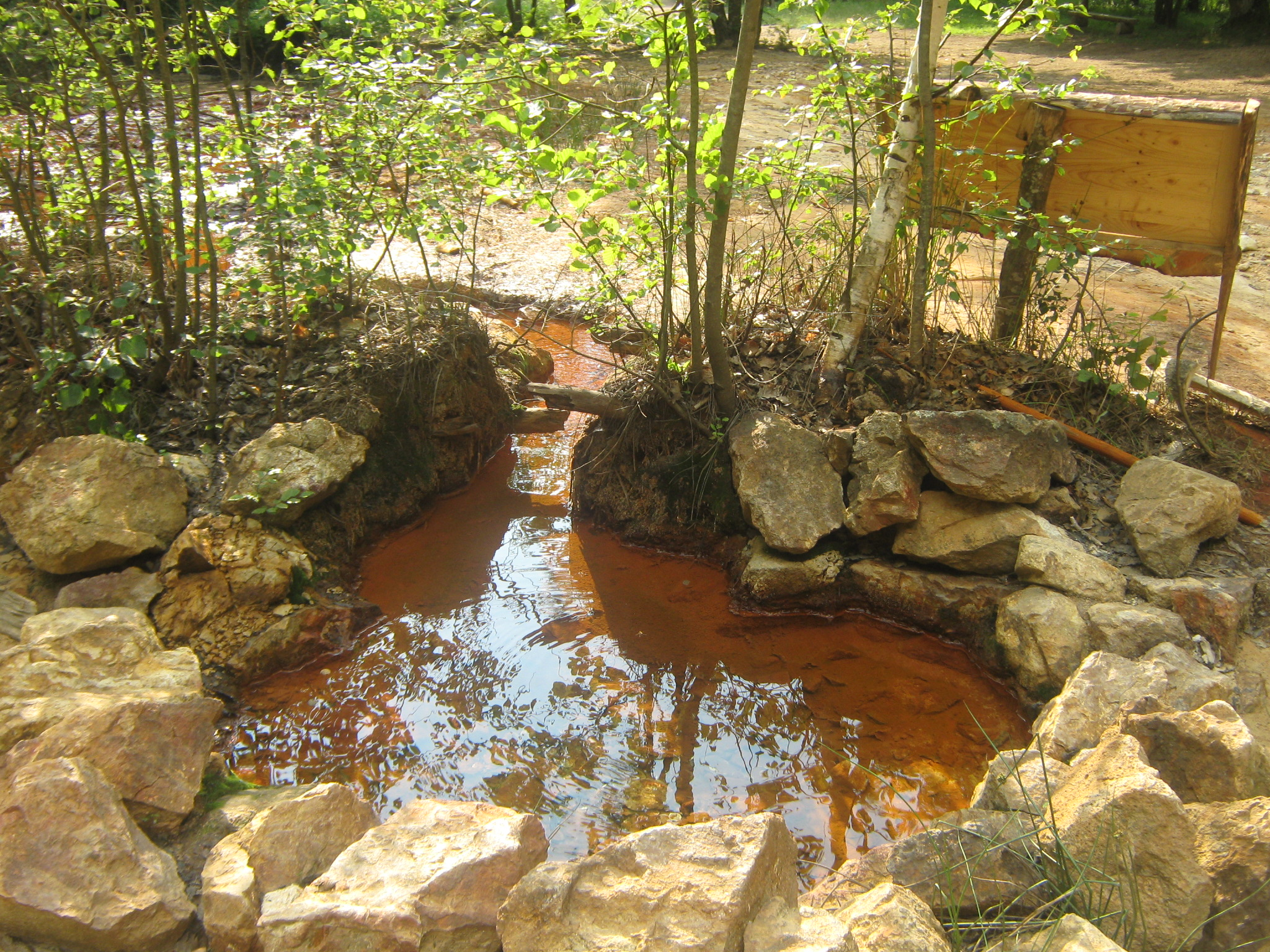
La sorgente Crveno vrelo.

Due sorgenti naturali sono presenti tra le formazioni, caratterizzate da alte concentrazioni di minerali: Đavolja voda ("acqua del diavolo"), con acqua estremamente acida (pH 1,5) e più alta concentrazione di minerali (15 g/l d'acqua), e Crveno vrelo ("pozzo rosso"). Le proprietà delle acque sorgive sono state analizzate pe rla prima volta nel 1905 da Aleksandar Zega, il fondatore della Società Chimica Serba.

## Conservazione e protezione
Le formazioni vennero studiate scientificamente per la prima volta nel 1955 da Tomislav Rakićević. Il sito venne messo sotto tutela nel 1959 e nel 1995 venne dichiarato monumento naturale dal governo serbo e come tale soggetto ad un regime di tutela di prima categoria.
Nel 2002 il sito è stato candidato alla lista dei patrimoni dell'umanità dell'UNESCO e nel 2007 è stato nominato nella campagna per la selezione delle nuove sette meraviglie del mondo naturali.